# Asura albigrisea
Asura albigrisea là một loài bướm đêm thuộc phân họ Arctiinae, họ Erebidae.